# Джордж Ван-Бісбрук
Джордж Ван-Бі́сбрук (нід. Georges-Achille Van Biesbroeck; 21 січня 1880 — 23 лютого 1974) — бельгійський та американський астроном.

## Біографія
Народився у Генті (Бельгія). У 1902 закінчив Гентський університет за інженерним фахом. Працюючи дорожнім інженером, займався також астрономією, проводив спостереження подвійних і змінних зірок в обсерваторії в Укклі. Потім два роки вивчав астрономію в Гейдельбергській і Потсдамській обсерваторіях під керівництвом М. Вольфа і К. Шварцшильда. У 1908—17 рр. працював в обсерваторії в Укклі. У 1917 переїхав до США і до 1945 працював в Єркській обсерваторії Чиказького університету (з 1923 професор практичної астрономії). Пішовши у відставку в званні почесного професора університету Чикаго, не залишив занять астрономією, спостерігав на інструментах Єркської обсерваторії, з 1963 був консультантом в місячно-планетній лабораторії університету Аризони, спостерігав на інструментах обсерваторій цього університету і на 84-дюймовому телескопі обсерваторії Кітт-Пік.
Основні роботи відносяться до наглядової і теоретичної астрономії. Впродовж 60 років безперервно проводив вимірювання подвійних зірок на двох великих рефракторах Єркської обсерваторії, найвідповідніших для візуальних спостережень таких об'єктів; виконав тисячі вимірювань відносних положень компонентів з нитяним мікрометром. Ці ряди спостережень особливо цінні для визначення орбіт і мас компонентів. Спостерігав також комети, малі планети, супутники планет (визначав точні положення по фотографіях). Відкрив три нові комети, одну з них періодичну (12,4 роки), і 11 добре спостережуваних астероїдів, а також декілька зірок дуже низької світимості в околицях Сонця. Одна з них, супутник зірки BD+4 4048 названа зіркою ван Бісбрука.
Брав участь у кількох експедиціях для визначення точного положення зірок поблизу диска Сонця під час повних сонячних затемнень з метою перевірки загальної теорії відносності в Бразилії (1947), Кореї (1948) і Судані (1952). Брав участь в експедиціях з вибору місця для будівництва обсерваторій у Західному Техасі (обсерваторія Мак-Доналд, 1930-ті роки) і в Конго (1949—1950).
Член низки астрономічних товариств. Премії Національного географічного товариства США (1952), імені Вотсона Національної АН США (1958). У 1973 році Центр Міжнародного астрономічного союзу з дослідження малих планет ухвалив рішення назвати малу планету 1781 ім'ям Ван-Бісбрука. Кратер Ван Бісбрук на видимому боці Місяця у 1976 році названо на честь науковця. 